# Windows Media Audio

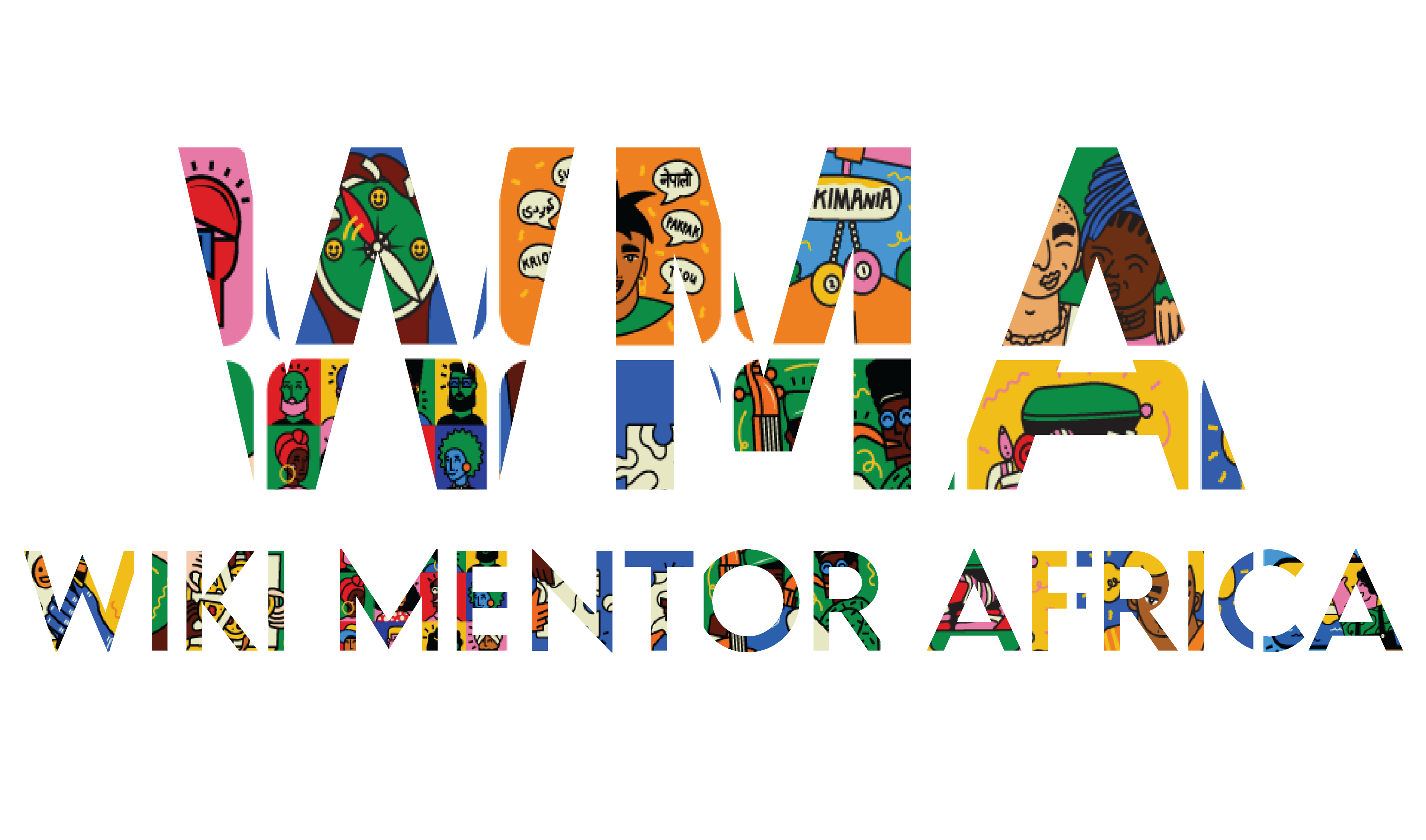
Biểu tượng WMA của Microsoft

Windows Media Audio (viết tắt: WMA) là chuẩn nén âm thanh được Microsoft sản xuất, dùng cho Windows Media Player, chất lượng tương đương MP3 với bit rate thấp hơn một nửa (và vì vậy dung lượng tập tin cũng giảm một nửa). Đây cũng là công nghệ nén nhạc độc quyền của công nghệ Windows Media. Ngày nay định dạng loại WMA đang là đối thủ cạnh tranh với MP3, Real Audio và AAC mặc dù những thiết bị cho loại này còn khá ít.
WMA Pro là 1 chương trình hỗ trợ nén nhạc thành WMA với những kỹ thuật codec tiên tiến, hỗ trợ nhiều kênh và âm thanh độ phân giải cao. WMA Lossless thì có chuyển đổi sang WMA mà không mất dữ liệu (lossy).

## Lịch sử phát triển
Codec WMA đầu tiên được Henriwe Malvar làm ra cùng với đội của mình, sau đó đã được đội ngũ Windows Media của Microsoft phát triển.